# Lepidium lepidioides
Lepidium lepidioides là một loài thực vật có hoa trong họ Cải. Loài này được (Coss. & Durieu) Al-Shehbaz mô tả khoa học đầu tiên năm 2002.